# Lithobates grylio
Lithobates grylio är en groddjursart som först beskrevs av Leonhard Hess Stejneger 1901.  Lithobates grylio ingår i släktet Lithobates och familjen egentliga grodor. IUCN kategoriserar arten globalt som livskraftig. Inga underarter finns listade i Catalogue of Life.